# Достопримечательности Ротенбурга-об-дер-Таубер
Достопримечательности Ротенбурга-об-дер-Таубер — памятники архитектуры и истории, музеи, ратуша, крепостная стена и другие объекты в Ротенбург-об-дер-Таубер, которые являются визитной карточкой города.

## Описание

### Музей «Исторические своды»
Музей «Исторические своды» посвящен истории города в период Тридцатилетней войны. В нем есть коллекция оружия и обмундирования. Здесь есть вход в место, которое раньше было городской темницей. Именно здесь умер в 1408 году бургомистр Ротенбурга Генрих Топплер.

### Музей имперского города
Музей имперского города относится к краеведческим музеям Баварии. Он расположен в здании, которое раньше было женским доминиканским монастырем. В числе экспонатов музея — монастырская кухня XIII века, коллекция Баумана, в которой есть фаянсовые изделия и историческое оружие, а также цикл «Ротенбургские Страсти Христовы», который датируется 1494 годом.

### Музей кукол и игрушек
Музей кукол и игрушек занимает площадь 400 метров квадратных. В музее можно узнать историю игрушек, которые были созданы мастерами из Германии и Франции на протяжении двух столетий. Среди экспонатов музея — 300 кукол, домиков для кукол.

### Музей средневекового уголовного права
Музей средневекового уголовного права в Ротенбург-об-дер-Таубер занимает площадь 2500 метров квадратных. В нем можно узнать, как развивалась юриспруденция, начиная от позднего средневековья и до XIX века. Там представлены орудия пыток, предметы, которые использовались для публичных наказаний, документы и иллюстрации.

### Музей Рождества
Музей Рождества (нем. Deutsches Weihnachtsmuseum) — музей, который посвящен рождественской тематике. Работает на протяжении всего года. Входит в состав комплекса «Рождественская деревня».
Музей был открыт в 2000 году с началом работы первой постоянной экспозиции, которая была посвящена истории немецких рождественских традиций в Германии. В состав экспозиции входят экспонаты, датированные началом и серединой XX века. Площадь постоянной экспозиции составляет 250 метров квадратных.
Рядом с входом в музей расположена фигура двухметрового Щелкунчика.

### Площадь Плёнлейн
Площадь Плёнлейн — одна из достопримечательностей Ротенбурга, которую часто изображают на туристических сувенирах, открытках и фотографиях.

### Зиберская башня
Зиберская башня — строение, которое было возведено в 1385 году.

### Церковь Святого Иакова
Церковь Святого Иакова начала строиться в 1311 году. Ее построили прямо над улицей, для которой был создан специальный проход. Алтарь крови Господней был выполнен Тильманом Рименшнейдером, как и Алтарь Людовика Тулузского. Алтарь двенадцати апостолов — работа художника Фридриха Герлина.

### Ратуша
Ратуша — это здание состоит из двух частей, первая часть была построена в готическом стиле в период с 1250 по 1400 год, и вторая часть в стиле Ренессанса в 1572 по 1578 год. На ратуше есть смотровая площадка, с которой открывается вид на весь город. Высота башни — 60 метров. Ратуша находится на рыночной площади. Согласно городской традиции, в определенные дни у ратуши появляется смотритель с фонарем и начинает делать обходит территории, параллельно рассказывая туристам городские легенды. Смотровая площадка работает с 9:30 до 12:30 и с 13:00 до 17:00.
Архитектором части здания, построенной в 1572 году, стал Якоб Вольф.
Здание сочетает в себе архитектурные элементы сразу трех стилей: барокко, готики и ренессанса.

### Трактир господ советников
Трактир господ советников — трактир, который был предназначен для членов городского совета. Сейчас в нем размещен центр туристической информации. На здании есть кукольные часы с фигурами.

### Крепостные ворота
Крепостные ворота — сооружение, одна из достопримечательностей Ротенбурга. Внешние ворота украшены гербами. Рельефная маска на воротах использовалась для того, чтобы выливать на нападавших людей горячую смолу. В створе внутренних ворот была сделана дверца, через которую можно было проходить по ночам, но только по одному человеку.

### Крепостной парк
Крепостной парк Ротенбурга расположен на месте имперской крепости Рейхсбург, сооруженной в 1142 году. В 1356 году она была разрушена землетрясением. Ее не восстанавливали, реставрационные работы коснулись только Часовни Св. Власия.

### Францисканская церковь
Францисканская церковь была построена в 1282—1337 годах в стиле ранней готики. Алтарь Святого Франциска был выполнен Тильманом Рименшнейдером.

### Фонтан Св. Георгия
Фонтан Св. Георгия — фонтан, который снабжал город водой. Колодец был самым большим в городе, его глубина составила 8 метров, а вместимость — 100 000 литров. В 1608 году колодец украсили статуей Георгия Победоносца.

### Церковь Св. Иоанна
Церковь Св. Иоанна — достопримечательность, католическая церковь, строительство которой проходило с 1390 по 1410 год.

### Кузница Герлаха
Кузница Герлаха — фахверковое здание.

### Рёдерские ворота
Рёдерские ворота — городские ворота, постройка которых датируется концом XIV столетия. Рядом с ними расположен домик для таможенников и стражей. Ворота представляют собой единственную смотровую башню в крепостной стене, которая окружает город.

### Староротенбургский дом ремесленников
Староротенбургский дом ремесленников — сооружение, строительство которого датируется 1270 годом. В здании 11 комнат, в которых был воссоздан исторический интерьер домов ремесленников в средневековье.

### Рёдерская арка
Рёдерская арка — фортификационные сооружения, которые были построены в период строительства первых городских укреплений в 1200 году.

### Белая башня
Белая башня, которая также носит название Вайсер Турм — городские ворота, датированные XII веком. К башне примыкает бывший Еврейский дом танцев. Во времена средневековья он представлял собой центр еврейской жизни в городе.

### Клинковый бастион
Клинковый бастион, который также называется Клингенбастай и Церковь Святого Вольфганга — достопримечательности, расположенные рядом. Клинковая башня выполняла функцию водонапорной башни. За ней расположена церковь Св. Вольфганга. Она представляет собой церковь-крепость, с подземными казематами и парапетной стеной с бойницами. Домик, который был предназначен для стражей ворот, расположен музей пастушеского танца.

### Виселичные ворота
Виселичные ворота, также Гальгентор — въезд в старый город.

### Госпитальный бастион
Госпитальный бастион, также Шпитальбастай — бастион, построенный в XVII веке в качестве двойного фортификационного сооружения, у которого было 7 ворот. Он представляет собой самое мощное оборонительное укрепление города. Бастион можно обойти вокруг, если идти по верхней артиллерийской площадке. Сохранился крепостной ров.

### Городской зал торжеств «Рейхсштадтхалле»
Городской зал торжеств «Рейхсштадтхалле» — здание, построенное в 1699 году. Представляет собой бывший амбар для сбора десятины. В 1975 году его перестроили и сейчас это место используют для проведения разных мероприятий.

### Кобольцельские ворота
Кобольцельские ворота — сооружение, построенное в 1360 году. Часть оборонительных сооружений города.

### Двухъярусный мост и Кобольцельская церковь
Двухъярусный мост и Кобольцельская церковь — сооружения, которые находятся рядом. Мост построили в XIV веке. Кобольцельская церковь датирована периодом между 1472 и 1501 годами. Является памятником поздней готики. Церковь подверглась разграблению в Крестьянской войне 1525 года.

### Малый замок Топплера
Малый замок Топплера, также Топплершлёсхен — малый замок бургомистра Топплера, сооруженный в 1388 году. В нем были жилые помещения и оборонительная башня. Раньше, замок со всех сторон окружала вода. Замок могут посещать туристы, он обставлен мебелью XVI—XIX веков.